# صید ماهی‌ها در دوران قحطی

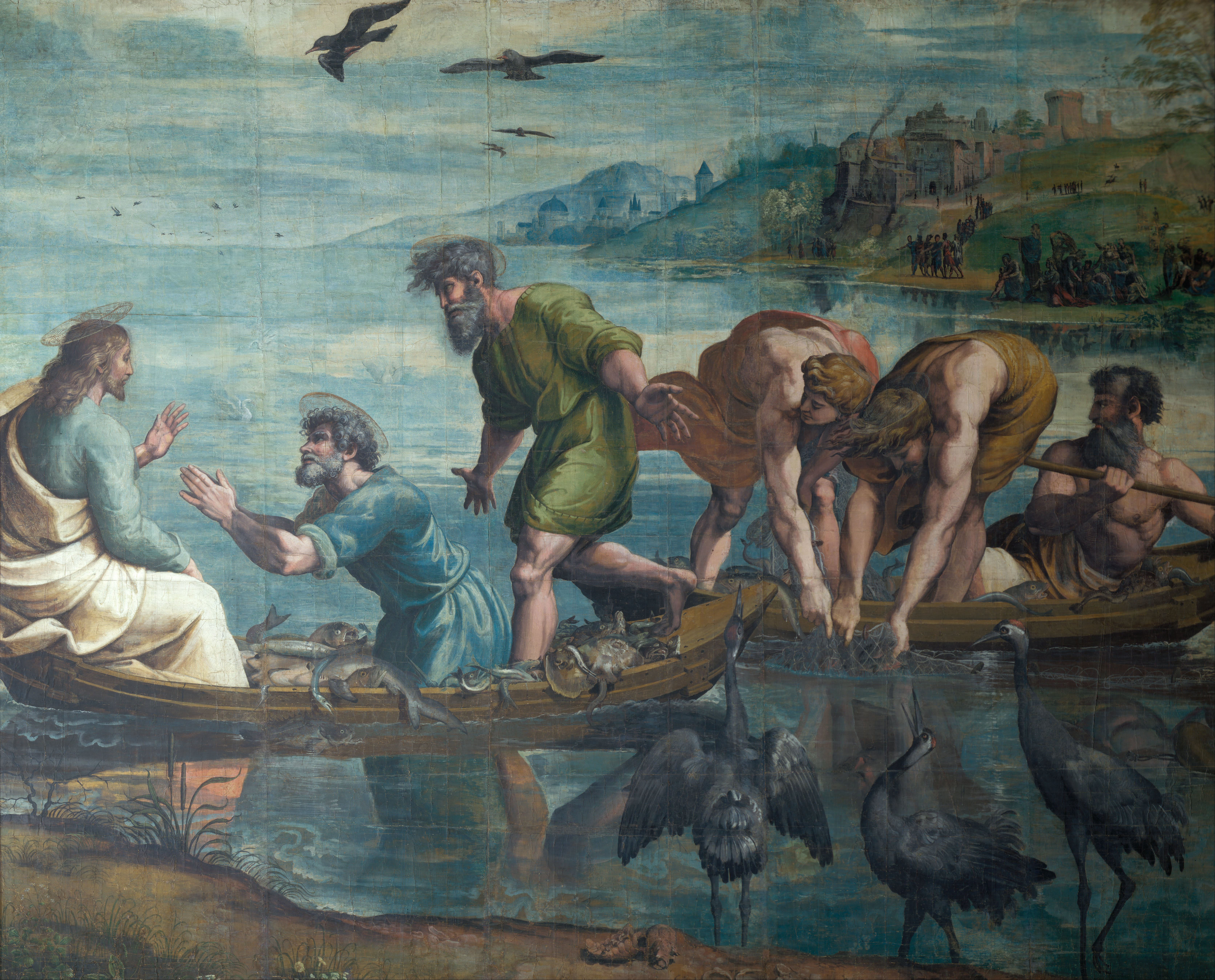
نگاره‌ای از کلکسیون سلطنتی از ماجرای قحطی ماهی‌ها، اثر رافائل، نقاشِ برجستهٔ ایتالیایی دورهٔ رُنسانس.

قحطی ماهی‌ها با صید ماهی‌ها با تور در زمان قحطی، یکی از معجزات منسوب به عیسی مسیح است. در اِنجیل به این ماجرا اشاره شده‌است.
ماجرا در انجیل این‌گونه شرح داده‌شده که در زمانی که قحطی به اوج خود رسیده بود و تمام ماهیگیران دریاچه طبریه از صید ناتوان و عاجز شده بودند، مسیح توانست ماهی‌های بسیاری را برای ماهی‌گیران فراهم کند تا آن‌ها را صید کنند.